# Herm (eiland)
Herm is een eiland voor de Franse kust van Normandië. Het behoort tot het autonome baljuwschap (Engels: bailiwick) van Guernsey.
Herm is het kleinste Kanaaleiland dat vrij te bezoeken is. Net als op het buureiland Sark is er geen gemotoriseerd vervoer, verder wijkt het af doordat ook fietsen hier zijn verboden. Door de witte zandstranden (onder andere Shell Beach) is Herm een paradijs voor wandelaars.
Herm wordt door de regering van Guernsey verhuurd. Op dit moment (2004) zijn de huurders het echtpaar Adrian Heyworth en Pennie Wood. Zij zijn tevens de eigenaren van alle bedrijven op het eiland. De vorige huurders, de ouders van Pennie Wood, Peter Wood (overleden in 1998) en Jenny Wood (overleden in 1991) liggen begraven op Herm bij de Saint Tugual's Chapel. Saint Tugual's Chapel is een klein kerkje uit de 11e eeuw.
(Zie de Engelstalige Wikipedia voor een lijst van huurders van Herm.)
In 2002 bedroeg de totale bevolking 60 personen.
Herm is slechts 2,5 km lang en minder dan 800 meter breed. De lengteas loopt noord-zuid. Het noordelijke deel van de kust bestaat uit zandstranden terwijl het zuidelijke deel rotsachtig is.

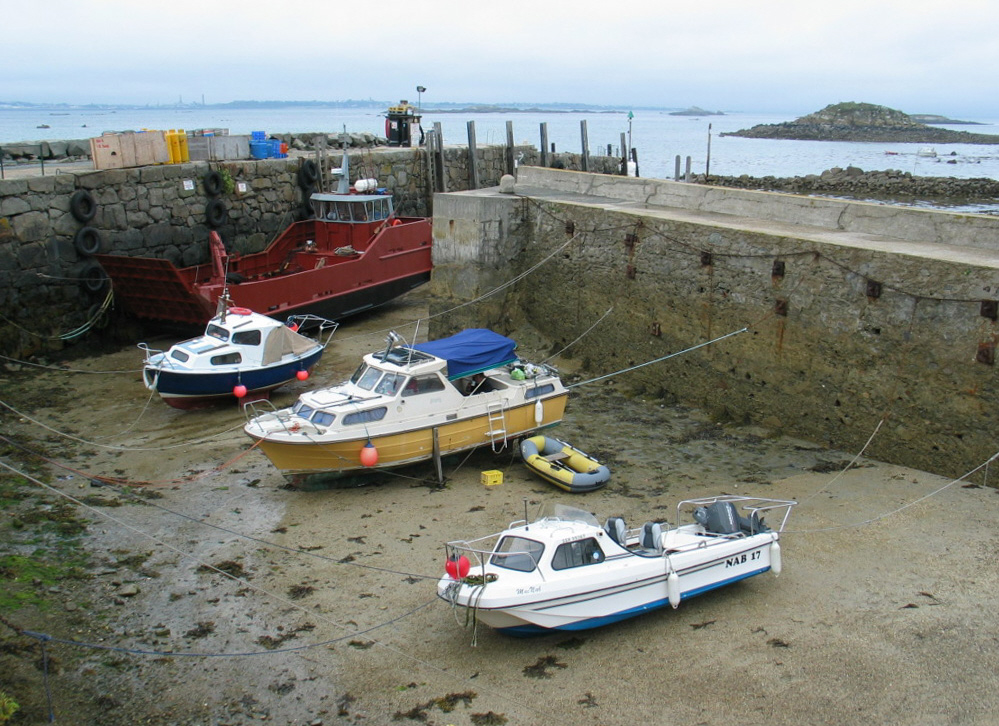
Haven van Herm bij laag water
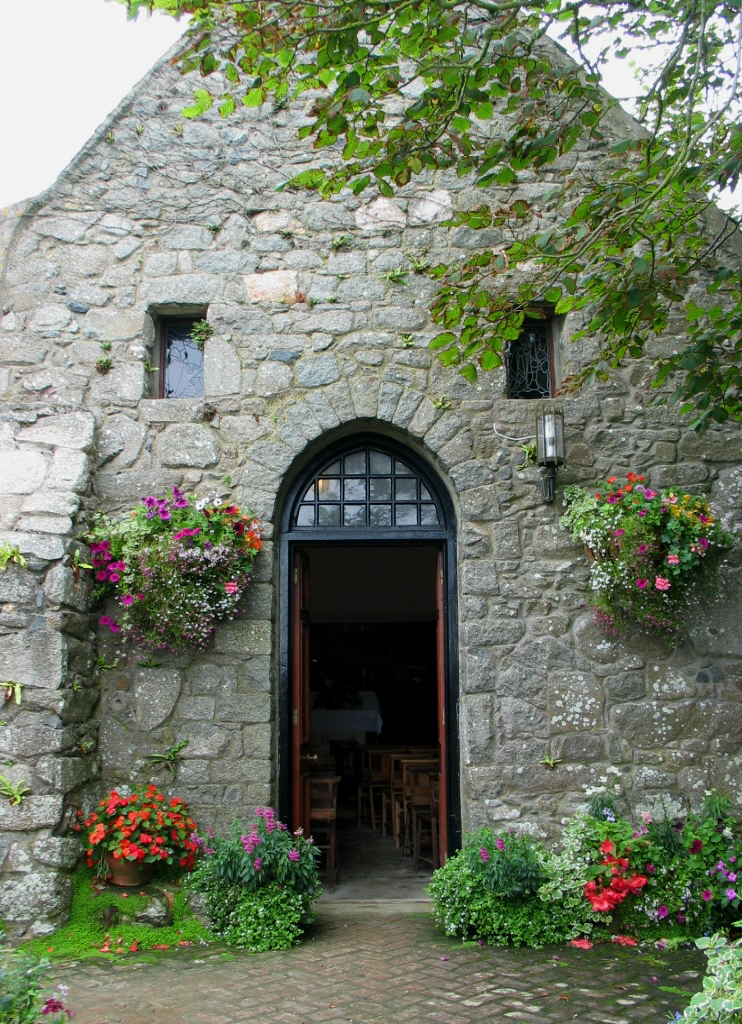
Saint Tugual's Chapel
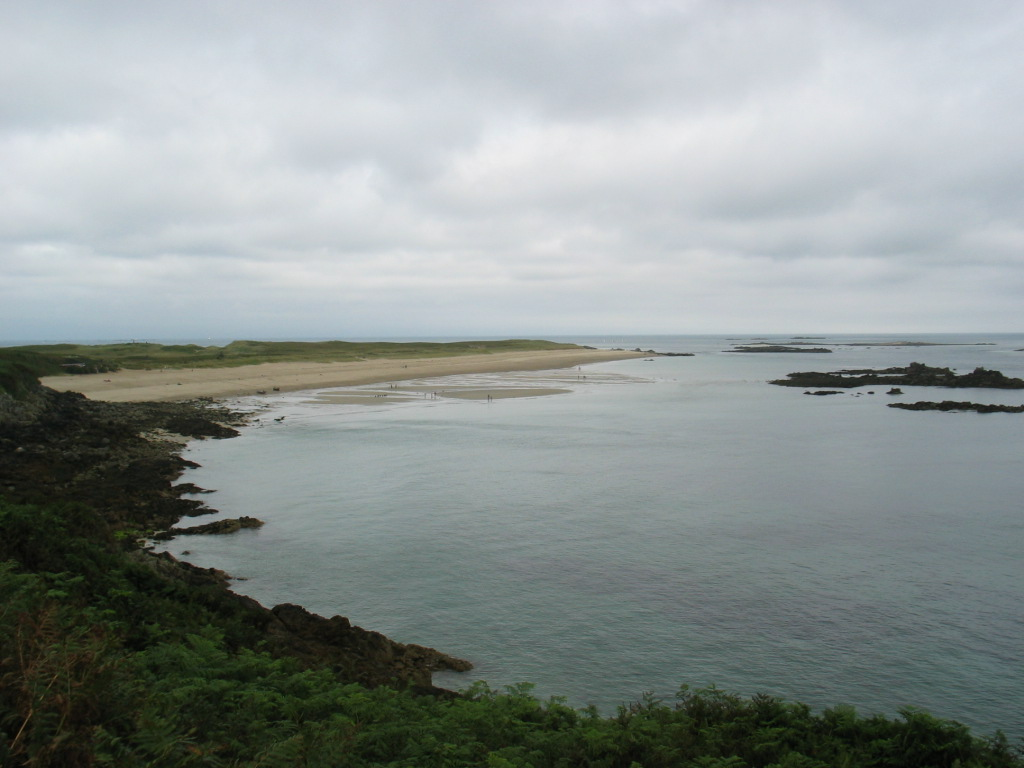
Shell Beach

## Geboren
- Percy Hodge (26 december 1890-1967), atleet